# Украјина на Светском првенству у атлетици на отвореном 2017.
Украјина је на Светском првенству у атлетици на отвореном 2017. одржаном у Лондону од 4. до 13. августа, учествовала тринаести пут, односно учествовала је под данашњим именом на свим првенствима од 1993. до данас. Репрезентацију Украјине представљала су 46 такмичара (16 мушкараца и 30 жене) који су се такмичили у 25 дисциплина (9 мушких и 16 женских).,
На овом првенству Украјина је делила 31 место по броју освојених медаља са 1 медаљом (сребрна). У табели успешности према броју и пласману такмичара који су учествовали у финалним такмичењима (првих 8 такмичара) Украјина је са 3 учесника у финалу делила 28. место са 15 бодова.
| Плас. | Земља    | 1. место | 2. место | 3. место | 4. место | 5. место | 6. место | 7. место | 8. место | Бр. финал. | Бод. |
| ----- | -------- | -------- | -------- | -------- | -------- | -------- | -------- | -------- | -------- | ---------- | ---- |
| =28.  | Украјина | 0        | 1        | 0        | 1        | 0        | 1        | 0        | 0        | 3          | 15   |

## Учесници
| Мушкарци: - Сергиј Смелик — 200 м - Игор Олефиренко — Маратон - Игор Рус — Маратон - Јуриј Русјук — Маратон - Руслан Дмитренко — 20 км ходање - Иван Лосјев — 20 км ходање - Сергеј Будза — 20 км ходање - Игор Главан — 50 км ходање - Иван Бензерук — 50 км ходање - Marian Zakalnytstyi — 50 км ходање - Богдан Бондаренко — Скок увис - Андриј Проценко — Скок увис - Владислав Малухин — Скок мотком - Сергеј Никифоров — Скок удаљ - Сергиј Рахеда — Бацање кладива - Алексеј Касјанов — Десетобој | Жене: - Јана Качур — 200 м, 4х100 м - Анастасија Бризгина — 400 м, 4х400 м - Олга Љахова — 800 м - Јулија Шматенко — 5.000 м - Дарија Михајлова — Маратон - Татјана Вернихор — Маратон - Викторија Капилина — Маратон - Хана Плотицина — 100 м препоне, 4х100 м - Олена Колесниченко — 400 м препоне - Викторија Ткачук — 400 м препоне - Марија Шаталова — 3.000 м препреке - Алина Калистратова — 4х100 м - Јелизавета Бризгина — 4х100 м - Катерина Климик — 4х400 м - Олга Бибик — 4х400 м - Тетјана Мелник — 4х400 м - Ина Кашина — 20 км ходање - Валентина Мирончук — 20 км ходање - Нађа Боровска — 20 км ходање - Јулија Левченко — Скок увис - Ирина Герашченко — Скок увис - Оксана Окунева — Скок увис - Марина Киплико — Скок мотком - Марина Бек — Скок удаљ - Наталија Семенова — Бацање диска - Ирина Новожилова — Бацање кладива - Аљона Шамотина — Бацање кладива - Ирина Климетс — Бацање кладива - Хана Хатско-Федусова — Бацање копља - Алина Шук — Седмобој |  |

## Освајачи медаља (1)

### Сребро (1)
- Јулија Левченко — скок увис

## Резултати

### Мушкарци
| Атлетичар           | Дисциплина     | Лични рекорд | Квалификације | Квалификације | Полуфинале            | Полуфинале           | Финале               | Финале        | Детаљи |
| Атлетичар           | Дисциплина     | Лични рекорд | Резултат      | Место         | Резултат              | Место                | Резултат             | Место         | Детаљи |
| ------------------- | -------------- | ------------ | ------------- | ------------- | --------------------- | -------------------- | -------------------- | ------------- | ------ |
| Сергеј Смелик       | 200 м          | 20,30        | 20,58         | 4. у гр. 1    | Није се квалификовао  | Није се квалификовао | Није се квалификовао | 23 / 46 (50)  |        |
| Игор Олефиренко     | Маратон        | 2:12:04      |               |               |                       |                      | 2:15:34 ЛРС          | 18 / 71 (100) |        |
| Игор Рус            | Маратон        | 2:12:46      | 2:17:01 ЛРС   | 27 / 71 (100) |                       |                      |                      |               |        |
| Јуриј Русјук        | Маратон        | 2:16:16      | 2:18:54 ЛРС   | 36 / 71 (100) |                       |                      |                      |               |        |
| Руслан Дмитренко    | 20 км ходање   | 1:18:37 НР   | 1:22:26 ЛРС   | 27 / 58 (64)  |                       |                      |                      |               |        |
| Иван Лосев          | 20 км ходање   | 1:19:33      | 1:23:03 ЛРС   | 32 / 58 (64)  |                       |                      |                      |               |        |
| Сергеј Будза        | 20 км ходање   | 1:21:13      | 1:29:25       | 55 / 58 (64)  |                       |                      |                      |               |        |
| Игор Главан         | 50 км ходање   | 3:40:39 НР   | 3:41:42 ЛРС   | 4 / 33 (49)   |                       |                      |                      |               |        |
| Иван Банзерук       | 50 км ходање   | 3:44:49      | 3:49:49       | 19 / 33 (49)  |                       |                      |                      |               |        |
| Marian Zakalnytstyi | 50 км ходање   | 3:53:50      | 3:57:29       | 27 / 33 (49)  |                       |                      |                      |               |        |
| Богдан Бондаренко   | Скок увис      | 2,42 НР      | 2,31 КВ       | 2. у гр. А    |                       |                      | 2,25                 | 9 / 26 (27)   |        |
| Андриј Проценко     | Скок увис      | 2,40         | 2,29          | 4. у гр. Б    | Нису се квалификовали | 13 / 26 (27)         |                      |               |        |
| Владислав Малухин   | Скок мотком    | 5,70         | 5,60          | 9. у гр. А    | Нису се квалификовали | 17 / 26 (30)         |                      |               |        |
| Сергеј Никифоров    | Скок удаљ      | 8,18         | 7,47          | 14. у гр. Б   | Нису се квалификовали | 30 / 31 (32)         |                      |               |        |
| Сергиј Рахеда       | Бацање кладива | 76,92        | 71,53         | 12. у гр. А   | Нису се квалификовали | 25 / 32              |                      |               |        |

#### Десетобој
| Дисциплина    | Алексеј Касјанов | Алексеј Касјанов | Алексеј Касјанов | Алексеј Касјанов | Алексеј Касјанов | Алексеј Касјанов |
| Дисциплина    | Лич. рек.        | Резултат         | Бод.             | Плас.            | Укупно           | Плас.            |
| ------------- | ---------------- | ---------------- | ---------------- | ---------------- | ---------------- | ---------------- |
| 100 м         | 10,50            | 10,77            | 912              | 7.               | 912              | 7.               |
| Скок удаљ     | 8,04 д           | 7,28             | 881              | 19.              | 1.793            | 11.              |
| Бацање кугле  | 15,72            | 14,99 ЛРС        | 789              | 8.               | 2.582            | 7.               |
| Скок увис     | 2,08 д           | 2,02 ЛРС         | 822              | 10.              | 3.404            | 7.               |
| 400 м         | 47,70            | 48,64 ЛРС        | 878              | 11.              | 4.282            | 7.               |
| 110 м препоне | 13,92            | 14,05            | 968              | 4.               | 5.250            | 5.               |
| Бацање диска  | 51,95            | 48,79 ЛРС        | 845              | 2.               | 6.095            | 3.               |
| Скок мотком   | 4,82             | 4,70             | 819              | 13.              | 6.914            | 4.               |
| Бацање копља  | 55,84            | 50,82            | 601              | 21.              | 7.515            | 8.               |
| 1.500 м       | 4:23,49          | 4:33,86          | 719              | 6.               | 8.234            | 6.               |
| Десетобој     | 8.479            |                  |                  |                  | 8.234            | 6 / 20 (35)      |

### Жене
| Атлетичарка                                                       | Дисциплина       | Лични рекорд | Квалификације      | Квалификације      | Полуфинале            | Полуфинале            | Финале                | Финале       | Детаљи |
| Атлетичарка                                                       | Дисциплина       | Лични рекорд | Резултат           | Место              | Резултат              | Место                 | Резултат              | Место        | Детаљи |
| ----------------------------------------------------------------- | ---------------- | ------------ | ------------------ | ------------------ | --------------------- | --------------------- | --------------------- | ------------ | ------ |
| Јана Качур                                                        | 200 м            | 23,20        | 23,47              | 4. у гр. 6         | Нису се квалификовале | Нису се квалификовале | Нису се квалификовале | 24 / 46 (49) |        |
| Анастасија Бризгина                                               | 400 м            | 51,89        | 52,26 (.252)       | 6. у гр. 5         | Нису се квалификовале | Нису се квалификовале | Нису се квалификовале | 26 / 48 (49) |        |
| Олга Љахова                                                       | 800 м            | 1:58,64      | 2:02,07            | 6. у гр. 4         | Нису се квалификовале | Нису се квалификовале | Нису се квалификовале | 26 / 45 (47) |        |
| Дарија Михајлова                                                  | Маратон          | 2:35:55      |                    |                    |                       |                       | 2:41:29               | 44 / 78 (92) |        |
| Татјана Вернихор                                                  | Маратон          | 2:38:48      | 2:43:12            | 48 / 78 (92)       |                       |                       |                       |              |        |
| Викторија Капилина                                                | Маратон          | 2:37:44      | Није завршила трку | Није завршила трку |                       |                       |                       |              |        |
| Хана Плотицина                                                    | 100 м препоне    | 12,89        | 13,01 (.008) КВ    | 4. у гр. 4         | 13,08                 | 7. у гр. 3            | Није се квалификовала | 16 / 39 (40) |        |
| Олена Колесниченко                                                | 400 м препоне    | 55,92        | 56,88              | 5. у гр. 3         | Нису се квалификовале | Нису се квалификовале | Нису се квалификовале | 28 / 39      |        |
| Викторија Ткачук                                                  | 400 м препоне    | 55,32        | 57,05              | 6. у гр. 4         | Нису се квалификовале | Нису се квалификовале | Нису се квалификовале | 31 / 39)     |        |
| Марија Шаталова                                                   | 3.000 м препреке | 9:30,89      | 9:54,21            | 8. у гр. 1         |                       |                       | Нису се квалификовале | 29 / 40 (42) |        |
| Алина Калистратова< Јелизавета Бризгина Јана Качур Хана Плотицина | 4 х 100 м        | 42,04 НР     | 43,77              | 8. у гр. 2         | 13 / 13 (16)          |                       | Нису се квалификовале |              |        |
| Катерина Климик Олга Бибик Тетјана Мелник Анастасија Бризхина     | 4 х 400 м        | 3:21,94 НР   | 3:31,84            | 6. у гр. 2         | 12 / 13 (16)          |                       | Нису се квалификовале |              |        |
| Ина Кашина                                                        | 20 км ходање     | 1:30:11      |                    |                    |                       |                       | 1:31:24               | 20 / 52 (61) |        |
| Валентина Мирончук                                                | 20 км ходање     | 1:35:22      | 1:33:59 ЛР         | 32 / 52 (61)       |                       |                       |                       |              |        |
| Нађа Боровска                                                     | 20 км ходање     | 1:30:03      | Дисквалификована   | Дисквалификована   |                       |                       |                       |              |        |
| Оксана Окуњева                                                    | Скок увис        | 1,98         | 1,89               | 9. у гр. А         |                       |                       | Нису се квалификовале | 20 / 29 (30) |        |
| Ирина Герашченко                                                  | Скок увис        | 1,94         | 1,89               | 8. у гр. Б         | 13 / 29 (30)          |                       | Нису се квалификовале |              |        |
| Јулија Левченко                                                   | Скок увис        | 1,97         | 1,92               | 3. у гр. Б         | 2,01 ЛР               |                       |                       |              |        |
| Марина Киплико                                                    | Скок мотком      | 4,65         | 4,20               | 12. у гр. Б        | Нису се квалификовале | 24 / 24 (31)          |                       |              |        |
| Марина Бек                                                        | Скок удаљ        | 6,93         | 6,36               | 11. у гр. А        | Нису се квалификовале | 18 / 30               |                       |              |        |
| Наталија Семенова                                                 | Бацање диска     | 64,70        | 55,83              | 13. у гр. А        | Нису се квалификовале | 26 / 29 (30)          |                       |              |        |
| Ирина Новожилова                                                  | Бацање кладива   | 74,10        | 66,02              | 13. у гр. А        | Нису се квалификовале | 23 / 30 (32)          |                       |              |        |
| Аљона Шамотина                                                    | Бацање кладива   | 72,37        | 64,88              | 13. у гр. А        | Нису се квалификовале | 25 / 30 (32)          |                       |              |        |
| Ирина Климетс                                                     | Бацање кладива   | 71,25        | 64,20              | 14. у гр. Б        | Нису се квалификовале | 29 / 30 (32)          |                       |              |        |
| Хана Хатско-Федусова                                              | Бацање копља     | 67,29 НР     | 51,90              | 16. у гр. А        | Нису се квалификовале | 30 / 30 (31)          |                       |              |        |

#### Седмобој
| Дисциплина    | Алина Шук    | Алина Шук | Алина Шук | Алина Шук | Алина Шук | Алина Шук    |
| Дисциплина    | Лични рекорд | Резултат  | Бод.      | Плас.     | Укупно    | Плас.        |
| ------------- | ------------ | --------- | --------- | --------- | --------- | ------------ |
| 100 м препоне | 14,46        | 14,32 ЛР  | 934       | 29.       | 934       | 29.          |
| Скок увис     | 1,2          | 1,83      | 1.016     | 6.        | 1.950     | 17.          |
| Бацање кугле  | 13,96        | 13,75     | 777       | 11.       | 2.727     | 16.          |
| 200 м         | 26,14        | 26.59     | 746       | 30.       | 3.473     | 25.          |
| Скок удаљ     | 6,33         | 5,85      | 804       | 24.       | 4.277     | 25.          |
| Бацање копља  | 56,09        | 52,93     | 917       | 3.        | 5.194     | 16.          |
| 800 м         | 2:12,31      | 2:15,84   | 881       | 16.       | 6.075     | 14.          |
| Седмобој      | 6.381        |           |           |           | 6.075     | 14 / 27 (31) |